# 水野範明
水野 範明（みずの のりあき）は、江戸時代中期から後期にかけての紀伊国新宮藩（紀州藩附家老）の世嗣。通称は内匠助。官位は従五位下・出雲守。

## 略歴
7代藩主・水野忠実の長男。幼名は藤次郎。
天明8年（1788年）4月15日、11代将軍・徳川家斉に拝謁し、寛政6年（1794年）12月24日には従五位下・出雲守に叙任する。しかし、家督相続前の文化2年（1805年）に早世した。享年33。
代わって、長男の忠啓が紀伊新宮藩の世嗣となり、文政5年（1822年）に忠実が死去すると家督を継いだ。

## 系譜
- 父：水野忠実（1750年 - 1822年）
- 母：不詳
- 正室：松平正温の娘
  - 長男：水野忠啓（1795年 - 1848年）
- 生母不明の子女
  - 女子：錦 - 伊東長禎正室